# Paulo Fernando Moreira de Castro
Paulo Fernando Moreira de Castro, mais conhecido como Paulão, (Carmo de Minas,7 de junho de 1979) é um jogador de basquetebol brasileiro que atualmente joga pelo  São José .

## Títulos
São José Basketball
- Vice-campeão do NBB: 2011/12
- Campeonato Paulista: 2009/2010
- Jogos Regionais: 2009, 2010 e 2011
- Jogos Abertos do Interior: 2009, 2011
- Jogos Abertos Brasileiros: 2010